# Julius von Bültzingslöwen
Karl Julius Adolf von Bültzingslöwen (* 1. Februar 1804 in Liegnitz; † 12. April 1886 in Wiesbaden) war ein preußischer Generalmajor und Kommandant der Festung Wesel.

## Leben

### Herkunft
Julius war ein Sohn des preußischen Majors und Herr auf Haynrode Karl von Bültzingslöwen (1764–1824) und dessen zweiter Ehefrau Wilhelmine, geborene Müller (1769–1831).

### Werdegang
Bültzingslöwen besuchte von 1814 bis 1820 die Ritterakademie in Liegnitz, hatte aber eine Wohnung in der Stadt. Nach seinem Abschluss trat er am 10. Juli 1820 als Kanonier in die 5. Artilleriebrigade der Preußischen Armee ein. Zur weiteren Ausbildung absolvierte er 1822/24 die Vereinigte Artillerie- und Ingenieurschule und avancierte Ende Oktober 1826 zum Sekondeleutnant. Von 1831 bis 1841 war Bültzingslöwen Adjutant der I. Abteilung und stieg zwischenzeitlich zum Premierleutnant auf. Am 14. März 1846 wurde er zum Hauptmann befördert und am 27. Mai 1852 zum Artillerieoffizier vom Platz in Glogau ernannt. Unter Stellung à la suite des 5. Artillerie-Regiments folgte am 20. November 1856 mit der Beförderung zum Major die Ernennung zum Kommandeur des Trains des V. Armee-Korps. Er wurde am 11. Januar 1859 mit dem Roten Adlerorden IV. Klasse ausgezeichnet und am 18. Oktober 1861 zum Oberstleutnant befördert. Am 17. März 1864 erhielt Bültzingslöwen den Charakter als Oberst und am 2. Juni 1863 wurde er unter Verleihung des Patents zu seinem Dienstgrad und Stellung à la suite seines Regiments zum Kommandanten der Festung Wesel ernannt. Er erhielt am 31. Dezember 1866 den Charakter als Generalmajor und wurde am 14. März 1868 unter Verleihung des Kronenordens II. Klasse mit Pension zur Disposition gestellt. Er starb am 12. April 1886 in Wiesbaden.

### Familie
Er heiratete am 10. Januar 1834 in Breslau Henriette Rudolph (1812–1887). Aus der Ehe gingen die Töchter Marie Wilhelmine Agnes (* 1835) und Anna Karoline Hermine (1836–1856) hervor.